# ۴۶۴ (قمری)
۴۶۴ (قمری)، چهارصد و شصت و چهارمین سال در گاهشماری هجری قمری است. اول محرم این سال برابر با پنجم اکتبر سال ۱۰۷۱ میلادی است.

## وابسته
- حسن صباح